# 犀川駅
犀川駅（さいがわえき）は、福岡県京都郡みやこ町犀川本庄にある平成筑豊鉄道田川線の駅である。駅番号はHC24。駅舎はみやこ町のコミュニティセンター「ユータウン犀川」になっている。

## 歴史
- 1897年（明治30年）4月20日：豊州鉄道の駅として開業[1]。
- 1901年（明治34年）9月3日：九州鉄道が豊州鉄道を合併。
- 1907年（明治40年）7月1日：九州鉄道が国有化[1]。帝国鉄道庁の駅となる。
- 1971年（昭和46年）10月20日：貨物扱い廃止[1]。
- 1984年（昭和59年）2月1日：業務委託駅となる[2]。
- 1987年（昭和62年）4月1日：国鉄分割民営化により九州旅客鉄道（JR九州）に承継[1]。
- 1989年（平成元年）10月1日：平成筑豊鉄道に転換[1]。
- 2021年（令和3年）2月26日：この日より終日無人駅となる[3]。

## 駅構造
相対式ホーム2面2線を有する列車行違い（列車交換）可能駅。駅舎は1番のりば側にある。上りと下りのホームは構内踏切で結ばれている。車椅子は、駅舎側にはスロープが設置されているため利用が可能であるが、2番のりば側は階段しか無く利用不可である。

### のりば
| のりば | 路線    | 方向 | 行先                     | 備考                    |
| ------ | ------- | ---- | ------------------------ | ----------------------- |
| 1      | ■田川線 | 下り | 田川伊田・金田・直方方面 |                         |
| 2      | ■田川線 | 上り | 豊津・行橋方面           | 当駅始発列車は1番のりば |

- 行橋駅 - 当駅間の区間列車が朝の当駅始発上りと下りの最終当駅止まりで1本ずつが設定されており夜間滞泊が行われる。

## 駅周辺
周辺は、みやこ町犀川の中心地となっている。
- 福岡県道34号行橋添田線
- 今川
- みやこ町役場犀川支所
- みやこ町立犀川中学校
- みやこ町立犀川小学校
- 犀川郵便局
- 永沼家住宅
- 本庄池公園
- 行橋警察署犀川駐在所
- 犀川保育所
- グループホーム美咲
- 神野商店
- スーパーまるじゅう
- ショッピングセンター西一番店
- お好み焼きおがた
- 生立八幡神社
- のびのび幼稚園
- 古民家スタジオカフェおた福
- 軽食・喫茶ユータウン(駅舎内）

## 隣の駅
平成筑豊鉄道
■田川線
東犀川三四郎駅 (HC25)  - 犀川駅(HC24)  - 崎山駅 (HC23)